# Локрійський лад
Локрійський лад — один із діатонічних ладів, названий відповідно до назви давньогрецького племені — Локрійців.
У давньогрецькій ладовій системі подібний до сучасного локрійського ладу звукоряд мав міксолідійський лад (згідно зі списком Аристоксена), а в середньовічній системі — гіпофригійський (за системою Глареана).
У сучасній музичній практиці локрійським позначають лад, що має в основі зменшений тризвук. Цей лад відрізняється від натурального мінору пониженими II i V ступенями.

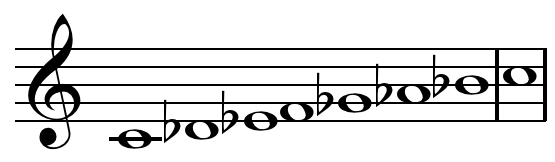
локрійський звукоряд від.